# باشگاه فوتبال بلشانی
باشگاه فوتبال اف کی اشمل بلشانی (به چکی: FK Chmel Blšany) یک باشگاه فوتبال است که در بلشانی، دهکده‌ای در چک قرار دارد.